# Bobby Douglass
Robert Gilchrist Douglass (Manhattan, 22 giugno 1947) è un ex giocatore di football americano statunitense che ha giocato nel ruolo di quarterback nella National Football League. Al college ha giocato a football all'Università del Kansas

## Carriera
Douglass fu scelto dai Chicago Bears nel corso del secondo giro (41º assoluto) del Draft NFL 1969. Nel 1972 stabilì il record NFL per yard corse in una stagione da un quarterback, 968, che resistette per 34 anni e solo in una stagione da 16 partite, contro le 14 in calendario quell'anno. Con Douglass come titolare tuttavia, i Chicago Bears ebbero solamente un record di 13–31–1. In cinque stagioni (1971–1975), ebbe una media di 43.4 yard corse a partita, la seconda di tutti i tempi in un periodo di cinque anni, dietro alle 43,5 di Randall Cunningham nel periodo 1986–1990. In seguito giocò anche per San Diego Chargers (1975), New Orleans Saints (1976-1977) e Green Bay Packers (1978).

## Statistiche
| Yard passate  | 6.493 |
| Touchdown     | 36    |
| Intercetti    | 64    |
| Passer rating | 48,5  |